# La Cañada, Coeneo
La Cañada är en ort i Mexiko.   Den ligger i kommunen Coeneo och delstaten Michoacán de Ocampo, i den centrala delen av landet, 260 km väster om huvudstaden Mexico City. La Cañada ligger 2 047 meter över havet och antalet invånare är 895.
Terrängen runt La Cañada är huvudsakligen kuperad, men åt nordväst är den platt. Runt La Cañada är det tätbefolkat, med 476 invånare per kvadratkilometer. Närmaste större samhälle är Quiroga, 19,6 km söder om La Cañada. I omgivningarna runt La Cañada växer huvudsakligen savannskog.